# بیوه سیاه غربی
بیوه سیاه غربی (نام علمی: Latrodectus hesperus) نام یک گونه از سرده عنکبوت‌های بیوه است.

## نگارخانه

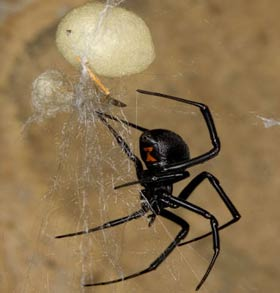
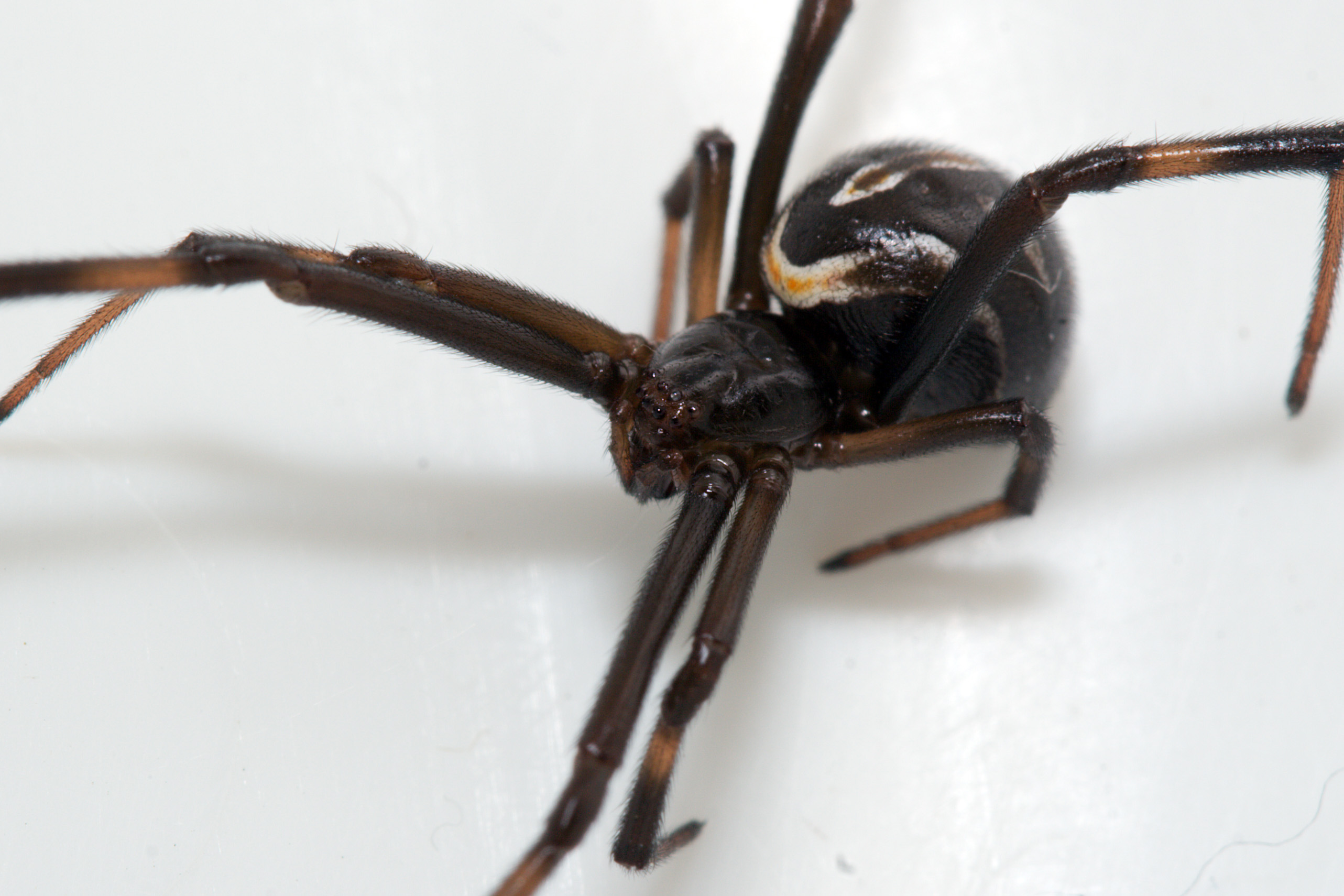
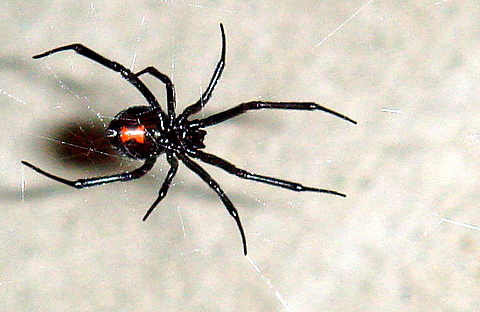
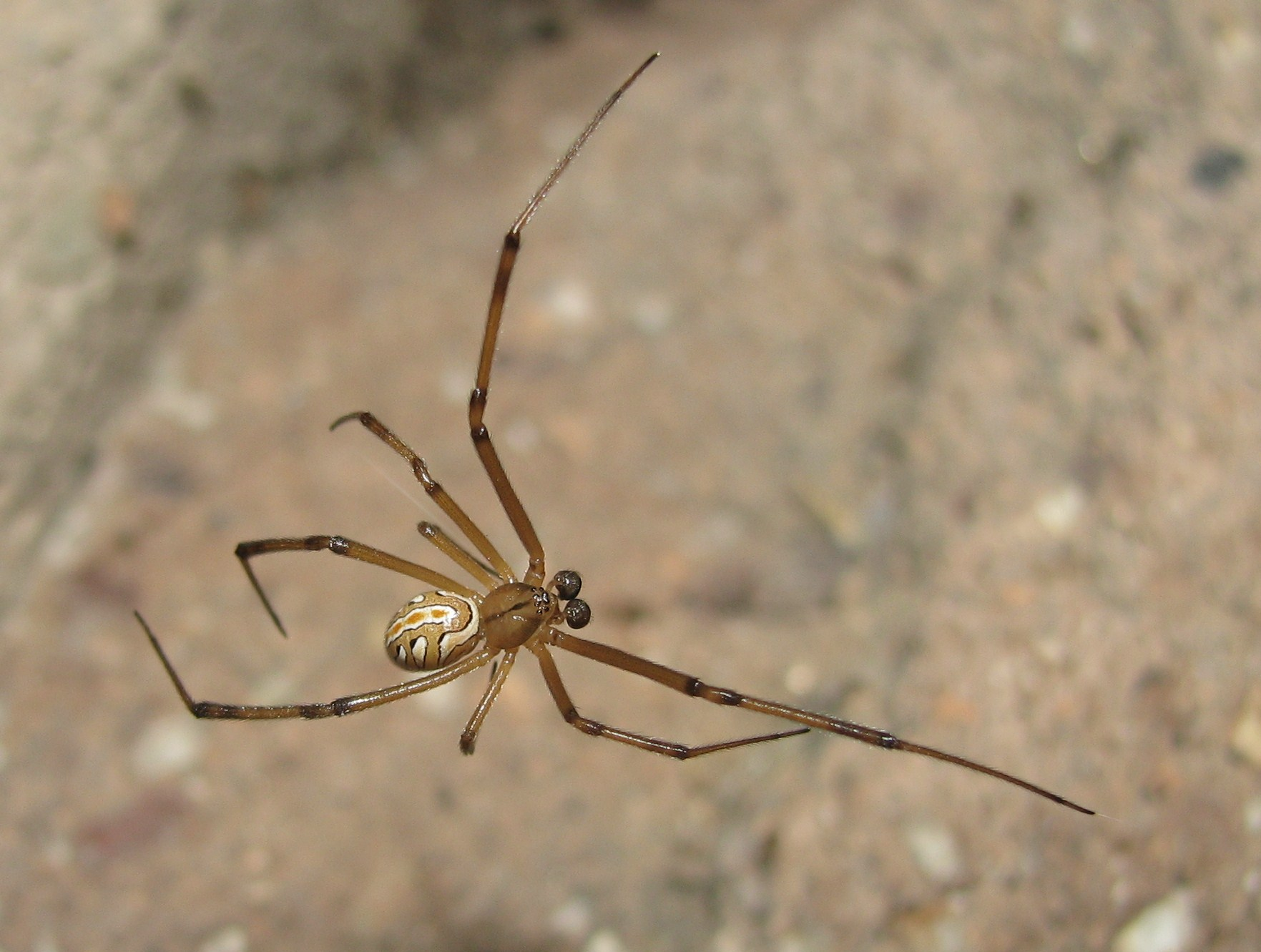
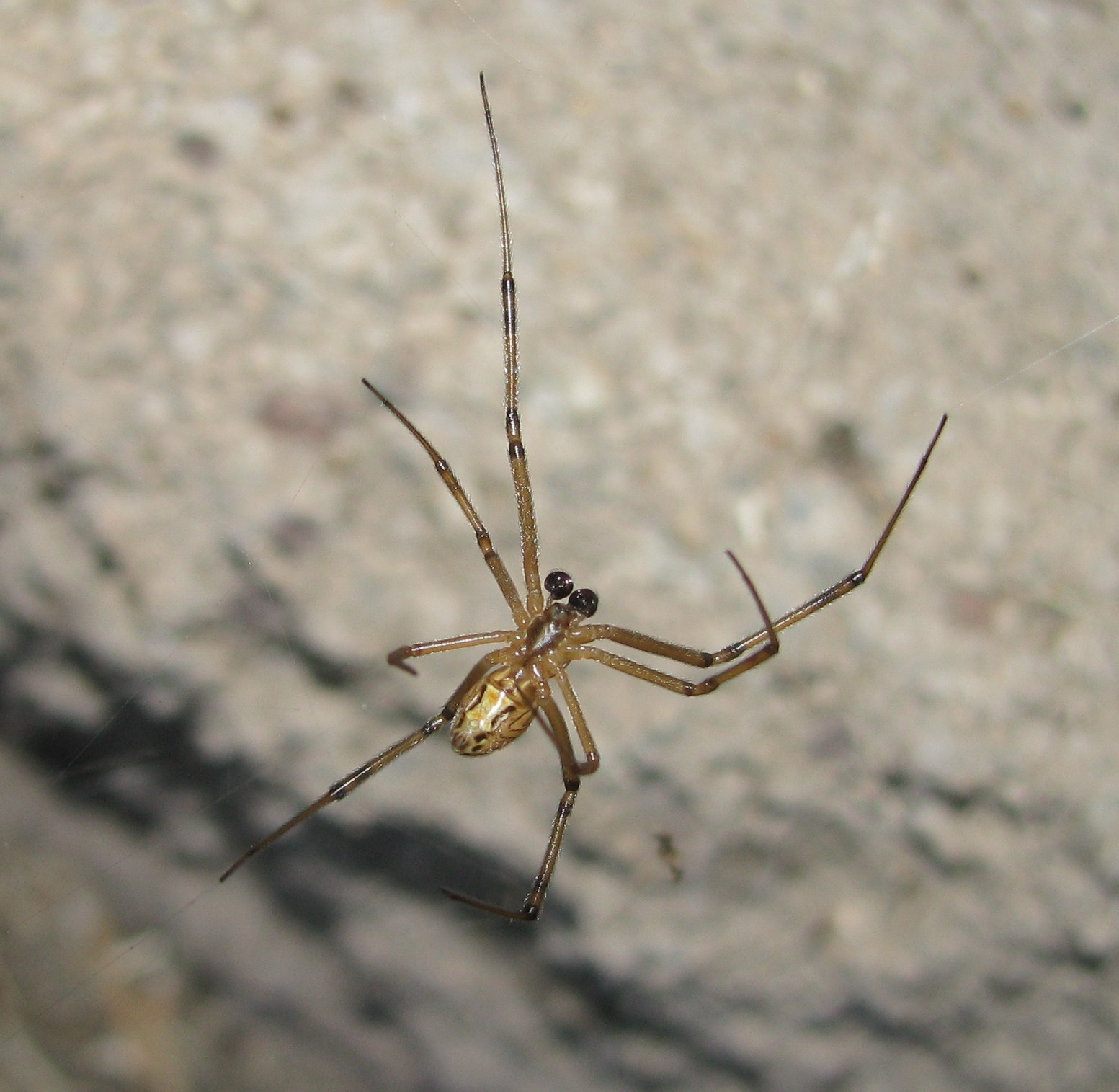
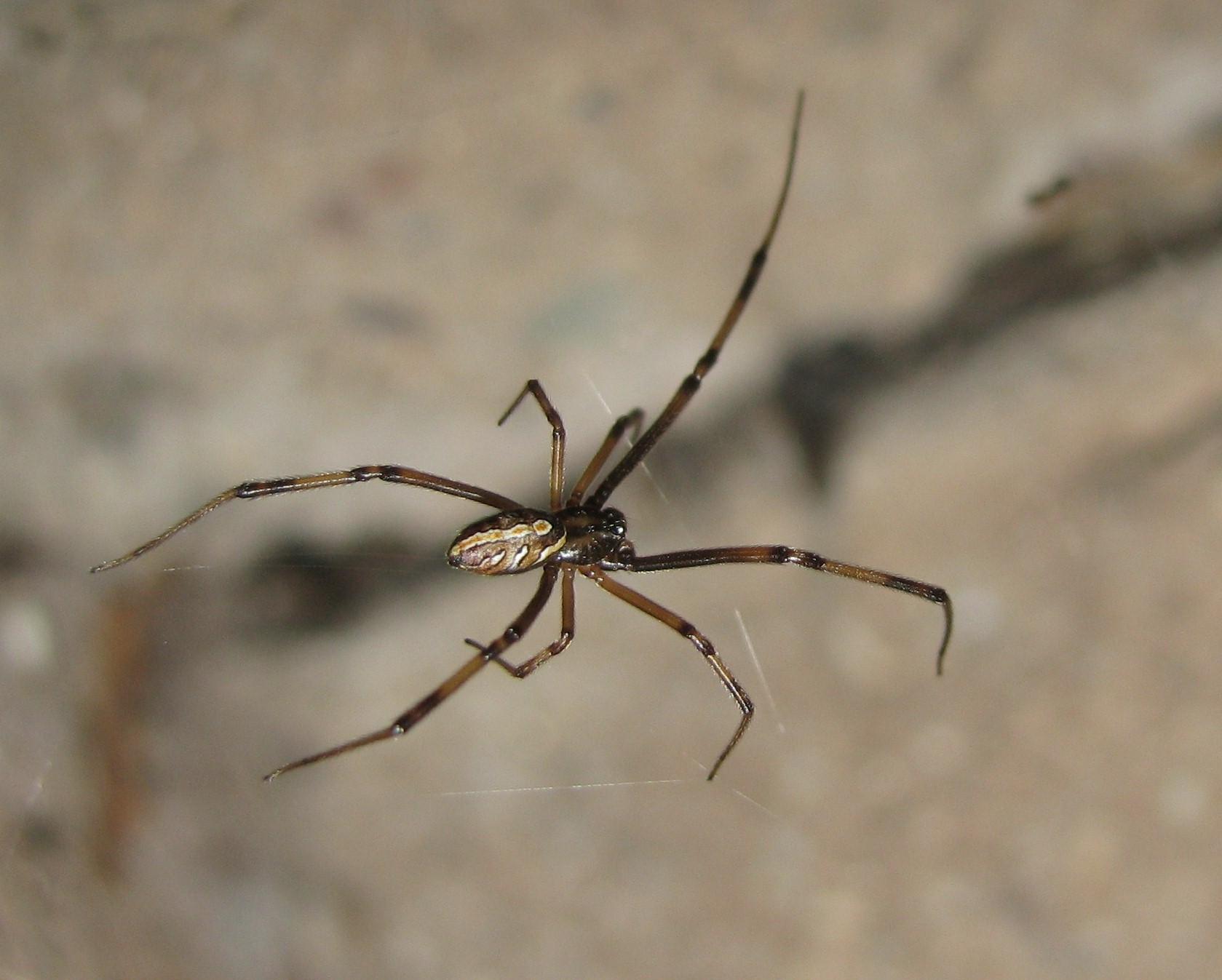
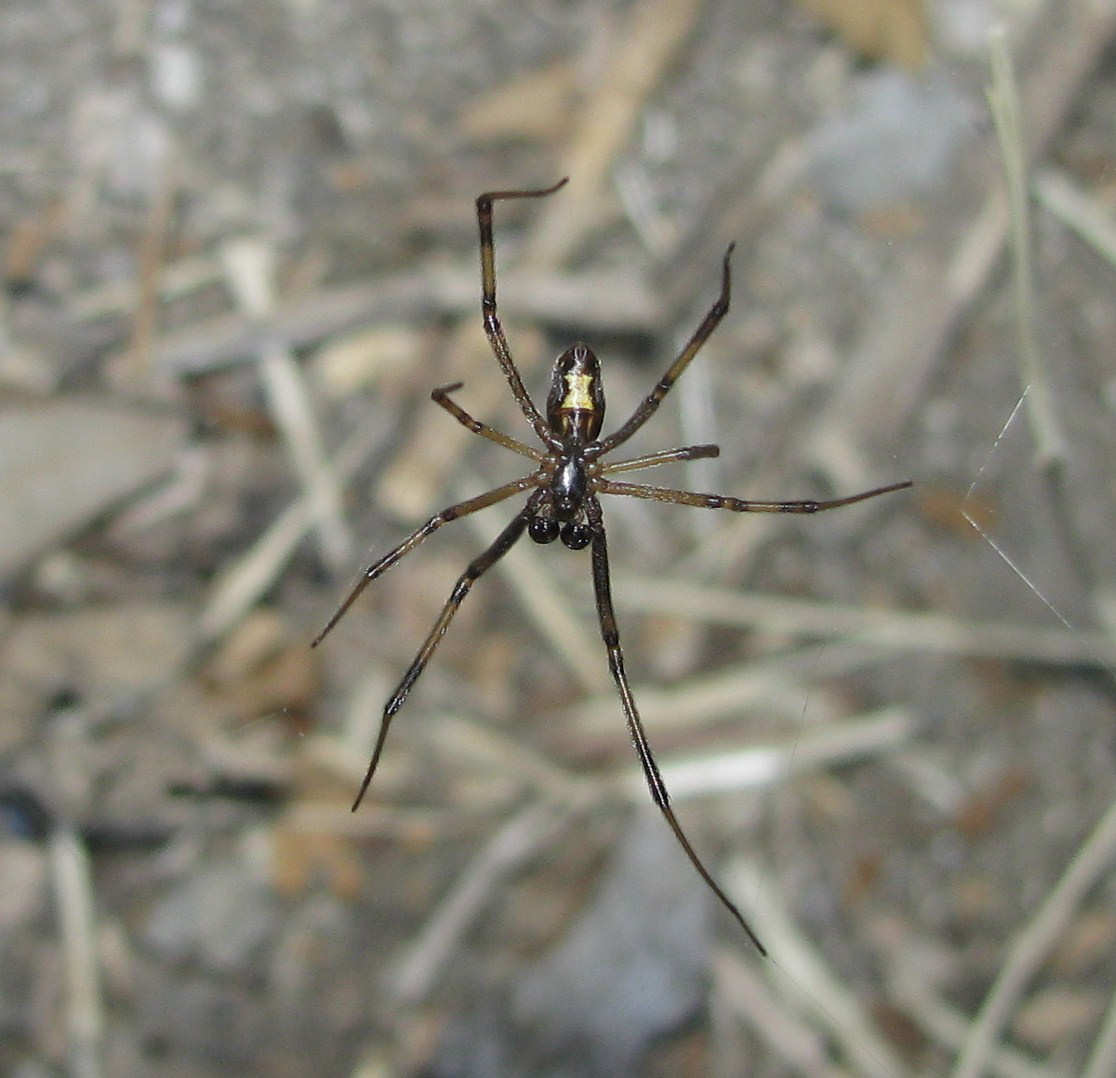
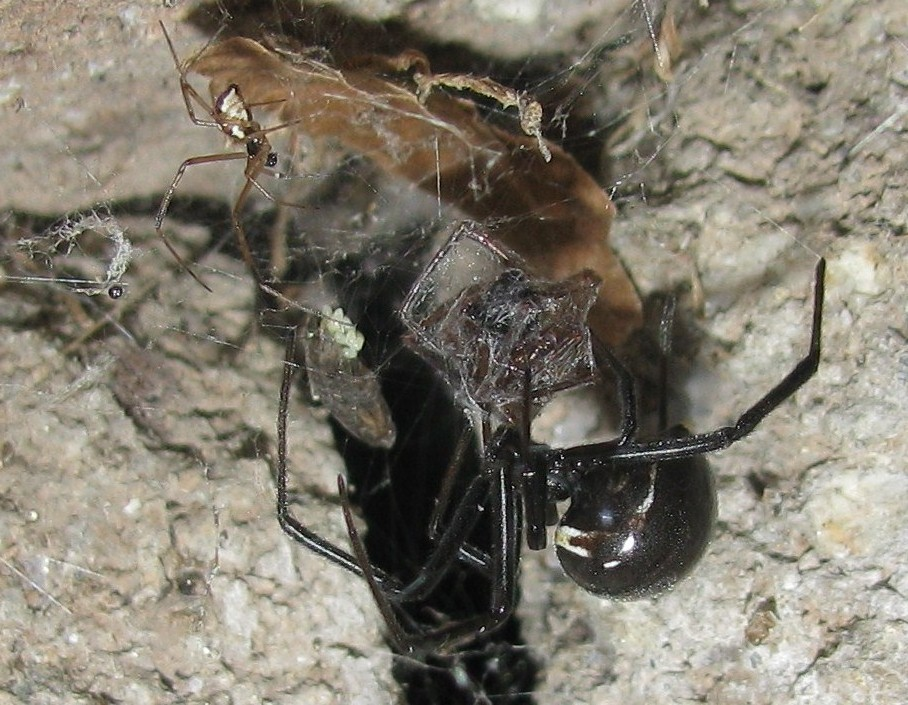
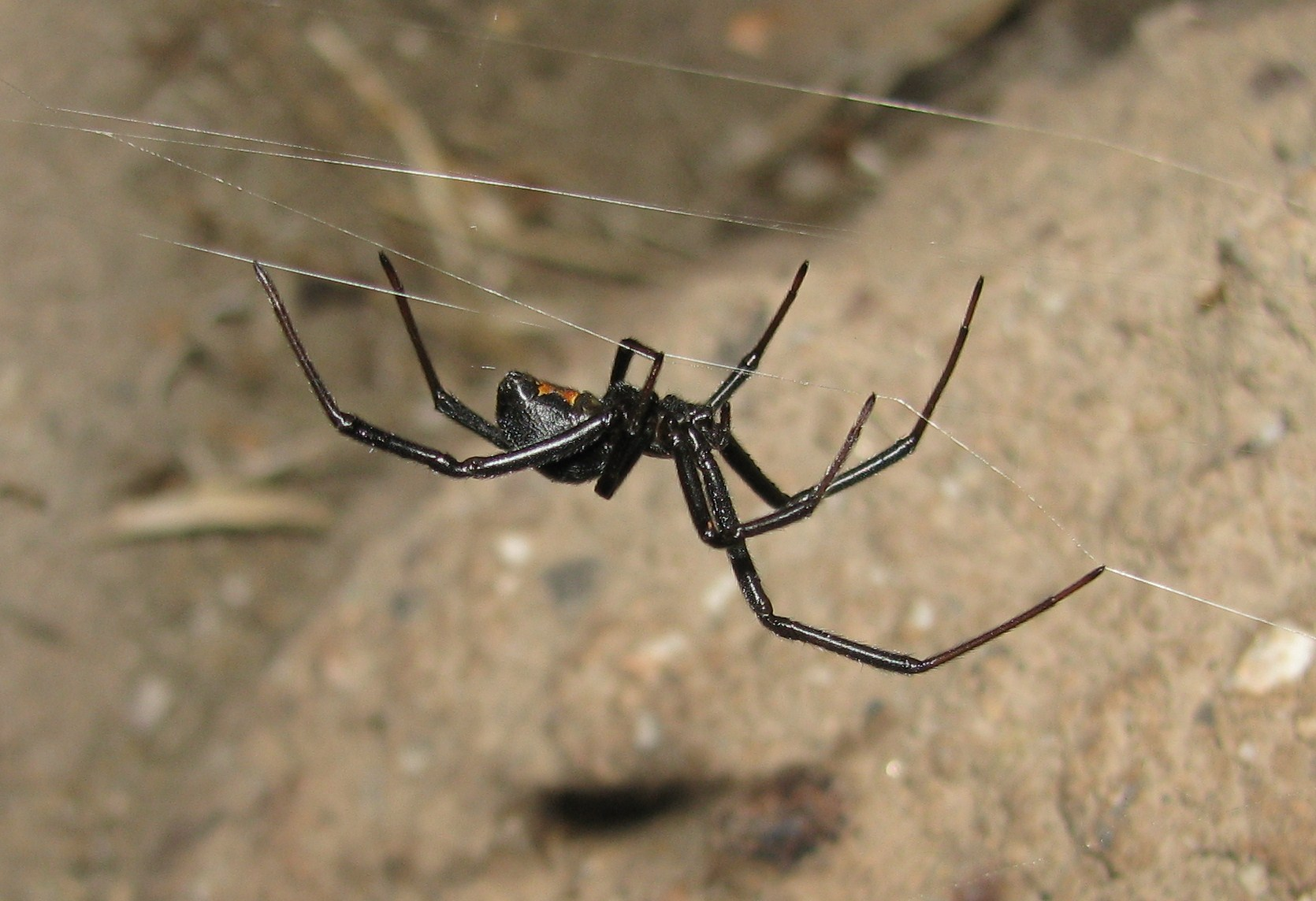
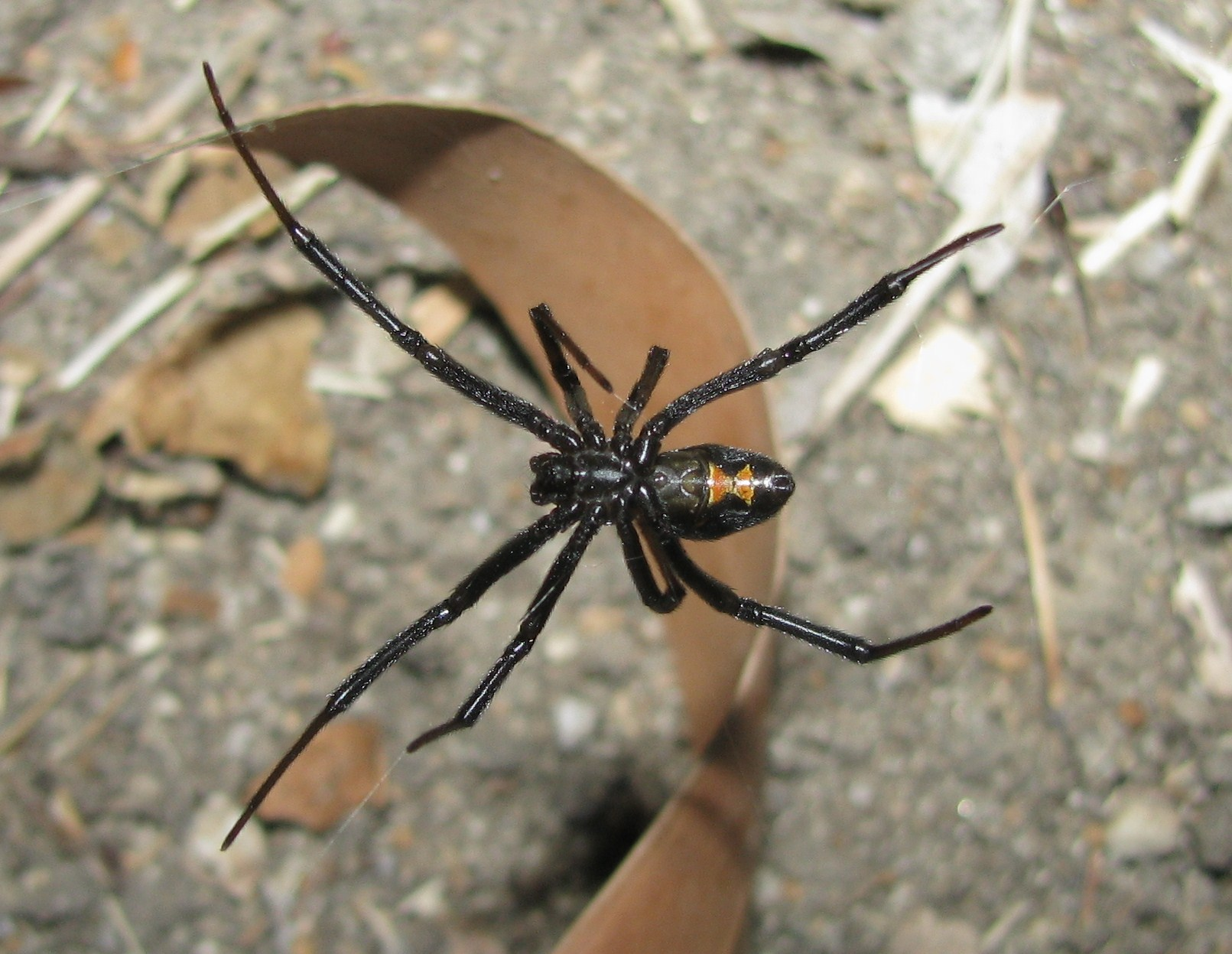
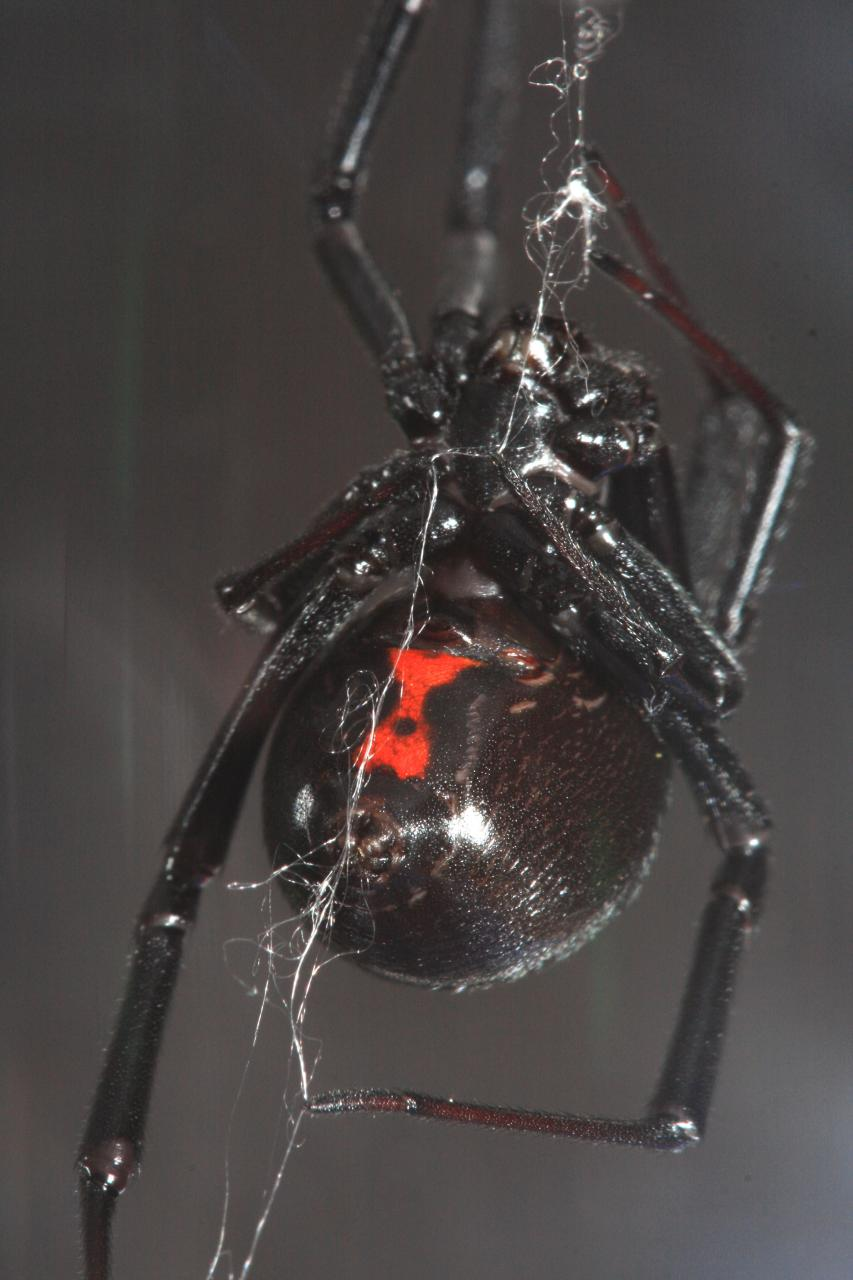